# Spathius rufithorax
Spathius rufithorax är en stekelart som beskrevs av Szepligeti 1914. Spathius rufithorax ingår i släktet Spathius och familjen bracksteklar. Inga underarter finns listade i Catalogue of Life.